# Chelsea Hayes
Pour les articles homonymes, voir Hayes.
Chelsea Alicia Hayes (née le 9 février 1988 à La Nouvelle-Orléans) est une athlète américaine, spécialiste du saut en longueur. 

## Biographie
Née à La Nouvelle-Orléans, sa mère perd la garde à l'âge de 1 an et Chelsea Hayes devient une « Child of the State ». Dans son enfance, on lui dit de ne pas faire de l'athlétisme, car elle n'aurait pas d'avenir. Elle devient finalement la première athlète de La Nouvelle-Orléans à concourir aux Jeux olympiques.
Sa carrière fut courte. Elle n'a aucune performance de niveau mondial avant son éclosion en 2012, où elle réussit 6,63 m le 20 avril puis établit le 1er juillet la marque de 7,10 m (+1,6 m/s) lors des sélections olympiques américaines de Eugene, améliorant de 44 cm son record personnel établit la veille. Deuxième de la finale derrière Brittney Reese, et obtient sa qualification pour les Jeux de Londres.
Aux Jeux olympiques de Londres, elle échoue en qualifications, terminant 16e avec 6,37 m, à seulement trois centimètres de la qualification pour la finale. Des années plus tard, les disqualifications multiples pour dopage montreront qu'elle est finalement 12e, et aurait par conséquent du atteindre la finale olympique.
Le 20 août 2012, au meeting de Linz, elle réussit la seconde meilleure performance de sa carrière avec 6,81 m (vent nul).
En 2013, elle établit sa meilleure performance de la saison à 6,72 m à Nassau (Bahamas), mais ne termine que 5e du Championnats des États-Unis et manque ainsi la sélection pour les championnats du monde de Moscou.
En 2014, elle ne réussit que 6,48 m puis en 2015 6,74 m, mais échoue à une qualification pour les championnats du monde de Pékin.
En 2018, elle met un terme à sa carrière après quatre années sans performances notables.

## Records
| Épreuve          | Performance | Lieu   | Date             |
| ---------------- | ----------- | ------ | ---------------- |
| Saut en longueur | 7,10 m      | Eugene | 1er juillet 2012 |